# Santo André
Santo André – miasto w południowo-wschodniej Brazylii, w stanie São Paulo, w regionie metropolitalnym São Paulo. Około 659,3 tys. mieszkańców.
Urodziły się tutaj:
- Macris Carneiro, brazylijska siatkarka,
- Lucélia Santos, brazylijska aktorka.

W mieście ma siedzibę klub piłkarski EC Santo André.

## Miasta partnerskie
- Battle Creek, USA
- Chengde, ChRL
- Pilzno, Czechy
- Sesto San Giovanni, Włochy
- Takasaki, Japonia
- Braga, Portugalia